# Хюльбен
Хюльбен (нем. Hülben) — коммуна в Германии, в земле Баден-Вюртемберг. 
Подчиняется административному округу Тюбинген. Входит в состав района Ройтлинген.  Население составляет 2826 человек (на 31 декабря 2010 года). Занимает площадь 6,40 км².